# Evergestis plumbofascialis
Evergestis plumbofascialis ist ein Schmetterling aus der Familie der Crambiden (Crambidae).

## Merkmale
Die Falter erreichen eine Flügelspannweite von etwa 25 Millimeter. Der Kopf ist hinten und an den Seiten weiß. Der Halskragen ist braun. Der Thorax ist weiß gefärbt und grau und ockerfarben gesprenkelt. Das Abdomen ist weißlich ockerfarben. Die Fühler sind schwarz. Die Labialpalpen sind kurz und zeigen nach oben, das letzte Segment zeigt nach vorn und ist nach oben gerichtet. Sie sind braun und weiß gebändert. Die Maxillarpalpen sind sehr lang und weiß. Die glänzend braunen Vorderflügel sind länglich und an der Basis sehr schmal. Der Costalrand ist gerade, der Flügelaußenrand ist in der Mitte gekrümmt. Der Flügelinnenrand ist an der Basis weiß. Die sehr schräg verlaufenden Querlinien sind schwarz und dünn und nähern sich einander in Richtung des Flügelinnenrandes. Die innere Querlinie ist bogenförmig und an der Costalader nur schwach ausgebildet. Sie trifft schräg auf den Flügelinnenrand. Die äußere Querlinie ist stark gewellt und gezähnt. Sie verläuft zunächst fast parallel zur inneren Querlinie und berührt diese aber am Flügelinnenrand. Sie ist breiter und an der Costalader dreifach festonartig eingekerbt. Im Subterminalfeld befindet sich ein beidseits schwach weiß gerandetes bleigraues Band. Der Diskalfleck ist schwarz und nierenförmig, daneben befindet sich ein kleiner undeutlicher Fleck. Am Flügelaußenrand verläuft eine schwarze Linie und eine Reihe schwarzer Flecke. Die Fransenschuppen sind gleichmäßig gefärbt und mit drei schwärzlichen Linien gezeichnet, von denen die basale am breitesten ist. Die Hinterflügel sind bräunlich grau und violett getönt. Sie sind am Außenrand in der Nähe der Costalader schwärzlich verdunkelt und mit einer schwärzlichen Mittellinie gezeichnet. Die Vorderflügelunterseite ist bräunlich und an den Flügelrändern fahler. Die äußere Querlinie ist schwarz angedeutet, an diese schließt sich ein breiter schwärzlicher quer verlaufender Schatten an. Die Hinterflügelunterseite ähnelt der Oberseite ist aber fahler.

## Ähnliche Arten
Evergestis plumbofascialis ähnelt Evergestis desertalis kann aber anhand der Flügelform, Färbung und Zeichnung von der ähnlichen Art unterschieden werden.

## Verbreitung
Evergestis plumbofascialis wurde im Süden Spaniens bei Málaga gefunden.

## Biologie
Über die Biologie der Art ist nichts bekannt.

## Belege
1. 1 2 3 4  Barry Goater, Matthias Nuss, Wolfgang Speidel: Pyraloidea I (Crambidae, Acentropinae, Evergestinae, Heliothelinae, Schoenobiinae, Scopariinae). In: P. Huemer, O. Karsholt, L. Lyneborg (Hrsg.): Microlepidoptera of Europe. 1. Auflage. Band 4. Apollo Books, Stenstrup 2005, ISBN 87-88757-33-1, S. 106 (englisch).
2. ↑  Global Information System on Pyraloidea (GlobIZ). Abgerufen am 8. Mai 2013.
3. ↑  Evergestis plumbofascialis bei Fauna Europaea. Abgerufen am 15. September 2015